# 6e étape du Tour d'Italie 2021
Pour un article plus général, voir Tour d'Italie 2021.
La 6e étape du Tour d'Italie 2021 se déroule le jeudi 13 mai 2021 entre les Grottes de Frasassi et Ascoli Piceno, sur une distance de 160 km.

## Profil de l'étape
Cette étape de 160 kilomètres pénètre dans la chaîne des Apennins et relie les Grottes de Frasassi à Ascoli Piceno (San Giacomo). C'est une étape montagneuse avec l'ascension à mi-course de Forca di Gualdo (2e catégorie, 10,4 km à 7,4 %), la montée de Forca di Presta (3e catégorie) à 60 kilomètres de l'arrivée, une longue descente d'environ 45 kilomètres et enfin la montée finale de San Giacomo à 1 500 m d'altitude (2e catégorie, 15,5 km à 6,1 % mais une pente à 7,6 % dans les 5 derniers kilomètres avec des sections à plus de 10%).

## Déroulement de la course
En raison des blessures survenues lors de leur chute de la veille, François Bidard (fracture de la clavicule), Pavel Sivakov (épaule) et le leader du classement de la montagne Joe Dombrowski (commotion cérébrale) ne prennent pas le départ.
En début de course, un groupe composé de Dario Cataldo (Movistar), Simon Guglielmi (Groupama - FDJ), Jimmy Janssens (Alpecin-Fenix), Gino Mäder et Matej Mohorič (Bahrain-Victorious) fait la course en tête. Ce groupe est rejoint par Bauke Mollema (Trek-Segafredo), Simone Ravanelli (Androni-Giocattoli) et Geoffrey Bouchard (AG2R-Citroën) portant ainsi à huit le nombre d'attaquants. Les fuyards comptent jusqu'à 6 minutes d'avance sur le peloton avant que celui-ci commence à réduire l'écart sous l'impulsion de l'équipe Ineos Grenadiers. Alberto Bettiol (EF-Nippo), Giulio Ciccone (Trek-Segafredo) et Romain Bardet font la descente du Forca di Presta ensemble mais ils sont repris par le peloton au pied de l'ascension finale. Devant, le Suisse Mäder réussit à lâcher ses derniers compagnons d'échappée à 3 kilomètres de l'arrivée pour aller remporter l'étape en conservant une petite avance sur un groupe de favoris composé d'Egan Bernal (Ineos Grenadiers), Dan Martin (Israel Start-up), Remco Evenepoel (Deceuninck Quick Step) et Giulio Ciccone (Trek Segafredo). Arrivé douzième à 29 secondes de  Mäder, le jeune Hongrois Attila Valter (Groupama-FDJ) s'empare du maillot rose.

## Résultats

### Classement de l'étape
| \| Classement de l'étape \| Classement de l'étape \| Classement de l'étape \| Classement de l'étape \| Classement de l'étape \| \| Coureur \| Coureur \| Pays \| Équipe \| Temps \| \| --------------------- \| --------------------- \| --------------------- \| ---------------------- \| --------------------- \| \| 1er \| Gino Mäder \| Suisse \| Bahrain Victorious \| 4 h 17 min 52 s \| \| 2e \| Egan Bernal \| Colombie \| Ineos Grenadiers \| + 12 s \| \| 3e \| Dan Martin \| Irlande \| Israel Start-Up Nation \| + 12 s \| \| 4e \| Remco Evenepoel \| Belgique \| Deceuninck-Quick Step \| + 12 s \| \| 5e \| Giulio Ciccone \| Italie \| Trek-Segafredo \| + 14 s \| \| 6e \| Damiano Caruso \| Italie \| Bahrain Victorious \| + 25 s \| \| 7e \| Daniel Martínez \| Colombie \| Ineos Grenadiers \| + 25 s \| \| 8e \| Marc Soler \| Espagne \| Movistar Team \| + 27 s \| \| 9e \| Hugh Carthy \| Royaume-Uni \| EF Education-Nippo \| + 29 s \| \| 10e \| Aleksandr Vlasov \| Russie \| Astana-Premier Tech \| + 29 s \| |                  |             |                        |                 |
| |                  |             |                        |                 |
| Source : ProCyclingStats |                  |             |                        |                 |
| Classement de l'étape |                  |             |                        |                 |
| Coureur | Coureur          | Pays        | Équipe                 | Temps           |
| 1er | Gino Mäder       | Suisse      | Bahrain Victorious     | 4 h 17 min 52 s |
| 2e | Egan Bernal      | Colombie    | Ineos Grenadiers       | + 12 s          |
| 3e | Dan Martin       | Irlande     | Israel Start-Up Nation | + 12 s          |
| 4e | Remco Evenepoel  | Belgique    | Deceuninck-Quick Step  | + 12 s          |
| 5e | Giulio Ciccone   | Italie      | Trek-Segafredo         | + 14 s          |
| 6e | Damiano Caruso   | Italie      | Bahrain Victorious     | + 25 s          |
| 7e | Daniel Martínez  | Colombie    | Ineos Grenadiers       | + 25 s          |
| 8e | Marc Soler       | Espagne     | Movistar Team          | + 27 s          |
| 9e | Hugh Carthy      | Royaume-Uni | EF Education-Nippo     | + 29 s          |
| 10e | Aleksandr Vlasov | Russie      | Astana-Premier Tech    | + 29 s          |

### Points attribués pour le classement par points
| Sprint intermédiaire Pieve Torina (km 54,7) | Sprint intermédiaire Pieve Torina (km 54,7) | Sprint intermédiaire Pieve Torina (km 54,7) | Sprint intermédiaire Pieve Torina (km 54,7) | Sprint intermédiaire Pieve Torina (km 54,7) |
| ------------------------------------------- | ------------------------------------------- | ------------------------------------------- | ------------------------------------------- | ------------------------------------------- |
|                                             | Coureur                                     | Pays                                        | Équipe                                      | Point(s)                                    |
| 1er                                         | Simone Ravanelli                            | Italie                                      | Androni Giocattoli-Sidermec                 | 12                                          |
| 2e                                          | Simon Guglielmi                             | France                                      | Groupama-FDJ                                | 8                                           |
| 3e                                          | Matej Mohorič                               | Slovénie                                    | Bahrain Victorious                          | 6                                           |
| 4e                                          | Jimmy Janssens                              | Belgique                                    | Alpecin-Fenix                               | 5                                           |
| 5e                                          | Gino Mäder                                  | Suisse                                      | Bahrain Victorious                          | 4                                           |
| 6e                                          | Dario Cataldo                               | Italie                                      | Movistar                                    | 3                                           |
| 7e                                          | Geoffrey Bouchard                           | France                                      | AG2R Citroën                                | 2                                           |
| 8e                                          | Bauke Mollema                               | Pays-Bas                                    | Trek-Segafredo                              | 1                                           |
| modifier                                    |                                             |                                             |                                             |                                             |

| Arrivée d'étape Ascoli Piceno (km 160) | Arrivée d'étape Ascoli Piceno (km 160) | Arrivée d'étape Ascoli Piceno (km 160) | Arrivée d'étape Ascoli Piceno (km 160) | Arrivée d'étape Ascoli Piceno (km 160) |
| -------------------------------------- | -------------------------------------- | -------------------------------------- | -------------------------------------- | -------------------------------------- |
|                                        | Coureur                                | Pays                                   | Équipe                                 | Point(s)                               |
| 1er                                    | Gino Mäder                             | Suisse                                 | Bahrain Victorious                     | 25                                     |
| 2e                                     | Egan Bernal                            | Colombie                               | Ineos Grenadiers                       | 18                                     |
| 3e                                     | Dan Martin                             | Irlande                                | Israel Start-Up Nation                 | 12                                     |
| 4e                                     | Remco Evenepoel                        | Belgique                               | Deceuninck-Quick Step                  | 8                                      |
| 5e                                     | Giulio Ciccone                         | Italie                                 | Trek-Segafredo                         | 6                                      |
| 6e                                     | Damiano Caruso                         | Italie                                 | Bahrain Victorious                     | 5                                      |
| 7e                                     | Daniel Martínez                        | Colombie                               | Ineos Grenadiers                       | 4                                      |
| 8e                                     | Marc Soler                             | Espagne                                | Movistar                               | 3                                      |
| 9e                                     | Hugh Carthy                            | Royaume-Uni                            | EF Education-Nippo                     | 2                                      |
| 10e                                    | Aleksandr Vlasov                       | Russie                                 | Astana-Premier Tech                    | 1                                      |
| modifier                               |                                        |                                        |                                        |                                        |

### Points attribués pour le classement du meilleur grimpeur
| Forca di Gualdo (km 88,1) 2e catégorie (9,8 km à 7,7%) | Forca di Gualdo (km 88,1) 2e catégorie (9,8 km à 7,7%) | Forca di Gualdo (km 88,1) 2e catégorie (9,8 km à 7,7%) | Forca di Gualdo (km 88,1) 2e catégorie (9,8 km à 7,7%) | Forca di Gualdo (km 88,1) 2e catégorie (9,8 km à 7,7%) |
| ------------------------------------------------------ | ------------------------------------------------------ | ------------------------------------------------------ | ------------------------------------------------------ | ------------------------------------------------------ |
|                                                        | Coureur                                                | Pays                                                   | Équipe                                                 | Point(s)                                               |
| 1er                                                    | Geoffrey Bouchard                                      | France                                                 | AG2R Citroën                                           | 18                                                     |
| 2e                                                     | Simone Ravanelli                                       | Italie                                                 | Androni Giocattoli-Sidermec                            | 8                                                      |
| 3e                                                     | Gino Mäder                                             | Suisse                                                 | Bahrain Victorious                                     | 6                                                      |
| 4e                                                     | Bauke Mollema                                          | Pays-Bas                                               | Trek-Segafredo                                         | 4                                                      |
| 5e                                                     | Jimmy Janssens                                         | Belgique                                               | Alpecin-Fenix                                          | 2                                                      |
| 6e                                                     | Matej Mohorič                                          | Slovénie                                               | Bahrain Victorious                                     | 1                                                      |
| modifier                                               |                                                        |                                                        |                                                        |                                                        |

| Forca di Presta (km 100,4) 3e catégorie (4,9 km à 4,8%) | Forca di Presta (km 100,4) 3e catégorie (4,9 km à 4,8%) | Forca di Presta (km 100,4) 3e catégorie (4,9 km à 4,8%) | Forca di Presta (km 100,4) 3e catégorie (4,9 km à 4,8%) | Forca di Presta (km 100,4) 3e catégorie (4,9 km à 4,8%) |
| ------------------------------------------------------- | ------------------------------------------------------- | ------------------------------------------------------- | ------------------------------------------------------- | ------------------------------------------------------- |
|                                                         | Coureur                                                 | Pays                                                    | Équipe                                                  | Point(s)                                                |
| 1er                                                     | Matej Mohorič                                           | Slovénie                                                | Bahrain Victorious                                      | 9                                                       |
| 2e                                                      | Dario Cataldo                                           | Italie                                                  | Movistar                                                | 4                                                       |
| 3e                                                      | Gino Mäder                                              | Suisse                                                  | Bahrain Victorious                                      | 2                                                       |
| 4e                                                      | Bauke Mollema                                           | Pays-Bas                                                | Trek-Segafredo                                          | 1                                                       |
| modifier                                                |                                                         |                                                         |                                                         |                                                         |

| \| Ascoli Piceno (km 160) 2e catégorie (15,6 km à 6%) \| Ascoli Piceno (km 160) 2e catégorie (15,6 km à 6%) \| Ascoli Piceno (km 160) 2e catégorie (15,6 km à 6%) \| Ascoli Piceno (km 160) 2e catégorie (15,6 km à 6%) \| Ascoli Piceno (km 160) 2e catégorie (15,6 km à 6%) \| \| -------------------------------------------------- \| -------------------------------------------------- \| -------------------------------------------------- \| -------------------------------------------------- \| -------------------------------------------------- \| \| \| Coureur \| Pays \| Équipe \| Point(s) \| \| 1er \| Gino Mäder \| Suisse \| Bahrain Victorious \| 18 \| \| 2e \| Egan Bernal \| Colombie \| Ineos Grenadiers \| 8 \| \| 3e \| Dan Martin \| Irlande \| Israel Start-Up Nation \| 6 \| \| 4e \| Remco Evenepoel \| Belgique \| Deceuninck-Quick Step \| 4 \| \| 5e \| Giulio Ciccone \| Italie \| Trek-Segafredo \| 2 \| \| 6e \| Damiano Caruso \| Italie \| Bahrain Victorious \| 1 \| \| modifier \| \| \| \| \| |                 |          |                        |          |
| Ascoli Piceno (km 160) 2e catégorie (15,6 km à 6%) |                 |          |                        |          |
| | Coureur         | Pays     | Équipe                 | Point(s) |
| 1er | Gino Mäder      | Suisse   | Bahrain Victorious     | 18       |
| 2e | Egan Bernal     | Colombie | Ineos Grenadiers       | 8        |
| 3e | Dan Martin      | Irlande  | Israel Start-Up Nation | 6        |
| 4e | Remco Evenepoel | Belgique | Deceuninck-Quick Step  | 4        |
| 5e | Giulio Ciccone  | Italie   | Trek-Segafredo         | 2        |
| 6e | Damiano Caruso  | Italie   | Bahrain Victorious     | 1        |
| modifier |                 |          |                        |          |

### Points attribués pour le classement des sprints intermédiaires
| Sprint intermédiaire Pieve Torina (km 54,7) | Sprint intermédiaire Pieve Torina (km 54,7) | Sprint intermédiaire Pieve Torina (km 54,7) | Sprint intermédiaire Pieve Torina (km 54,7) | Sprint intermédiaire Pieve Torina (km 54,7) |
| ------------------------------------------- | ------------------------------------------- | ------------------------------------------- | ------------------------------------------- | ------------------------------------------- |
|                                             | Coureur                                     | Pays                                        | Équipe                                      | Point(s)                                    |
| 1er                                         | Simone Ravanelli                            | Italie                                      | Androni Giocattoli-Sidermec                 | 10                                          |
| 2e                                          | Simon Guglielmi                             | France                                      | Groupama-FDJ                                | 6                                           |
| 3e                                          | Matej Mohorič                               | Slovénie                                    | Bahrain Victorious                          | 3                                           |
| 4e                                          | Jimmy Janssens                              | Belgique                                    | Alpecin-Fenix                               | 2                                           |
| 5e                                          | Gino Mäder                                  | Suisse                                      | Bahrain Victorious                          | 1                                           |
| modifier                                    |                                             |                                             |                                             |                                             |

| Sprint intermédiaire Ascoli Piceno (km 144,3) | Sprint intermédiaire Ascoli Piceno (km 144,3) | Sprint intermédiaire Ascoli Piceno (km 144,3) | Sprint intermédiaire Ascoli Piceno (km 144,3) | Sprint intermédiaire Ascoli Piceno (km 144,3) |
| --------------------------------------------- | --------------------------------------------- | --------------------------------------------- | --------------------------------------------- | --------------------------------------------- |
|                                               | Coureur                                       | Pays                                          | Équipe                                        | Point(s)                                      |
| 1er                                           | Matej Mohorič                                 | Slovénie                                      | Bahrain Victorious                            | 10                                            |
| 2e                                            | Gino Mäder                                    | Suisse                                        | Bahrain Victorious                            | 6                                             |
| 3e                                            | Dario Cataldo                                 | Italie                                        | Movistar                                      | 3                                             |
| 4e                                            | Bauke Mollema                                 | Pays-Bas                                      | Trek-Segafredo                                | 2                                             |
| 5e                                            | Filippo Ganna                                 | Italie                                        | Ineos Grenadiers                              | 1                                             |
| modifier                                      |                                               |                                               |                                               |                                               |

### Bonifications
|   | Coureur       | Pays     | Équipe             | Secondes |
| - | ------------- | -------- | ------------------ | -------- |
| 1 | Matej Mohorič | Slovénie | Bahrain Victorious | 3 s      |
| 2 | Gino Mäder    | Suisse   | Bahrain Victorious | 2 s      |
| 3 | Dario Cataldo | Italie   | Movistar           | 1 s      |

|   | Coureur     | Pays     | Équipe                 | Secondes |
| - | ----------- | -------- | ---------------------- | -------- |
| 1 | Gino Mäder  | Suisse   | Bahrain Victorious     | 10 s     |
| 2 | Egan Bernal | Colombie | Ineos Grenadiers       | 6 s      |
| 3 | Dan Martin  | Irlande  | Israel Start-Up Nation | 4 s      |

## Classements à l'issue de l'étape

### Classement général
| \| Classement général \| Classement général \| Classement général \| Classement général \| Classement général \| \| Coureur \| Coureur \| Pays \| Équipe \| Temps \| \| ------------------ \| ------------------ \| ------------------ \| ---------------------- \| ------------------ \| \| 1er \| Attila Valter \| Hongrie \| Groupama-FDJ \| 22 h 17 min 06 s \| \| 2e \| Remco Evenepoel \| Belgique \| Deceuninck-Quick Step \| + 11 s \| \| 3e \| Egan Bernal \| Colombie \| Ineos Grenadiers \| + 16 s \| \| 4e \| Aleksandr Vlasov \| Russie \| Astana-Premier Tech \| + 24 s \| \| 5e \| Louis Vervaeke \| Belgique \| Alpecin-Fenix \| + 25 s \| \| 6e \| Hugh Carthy \| Royaume-Uni \| EF Education-Nippo \| + 38 s \| \| 7e \| Damiano Caruso \| Italie \| Bahrain Victorious \| + 39 s \| \| 8e \| Giulio Ciccone \| Italie \| Trek-Segafredo \| + 41 s \| \| 9e \| Dan Martin \| Irlande \| Israel Start-Up Nation \| + 47 s \| \| 10e \| Simon Yates \| Royaume-Uni \| BikeExchange \| + 49 s \| |                  |             |                        |                  |
| |                  |             |                        |                  |
| Source : ProCyclingStats |                  |             |                        |                  |
| Classement général |                  |             |                        |                  |
| Coureur | Coureur          | Pays        | Équipe                 | Temps            |
| 1er | Attila Valter    | Hongrie     | Groupama-FDJ           | 22 h 17 min 06 s |
| 2e | Remco Evenepoel  | Belgique    | Deceuninck-Quick Step  | + 11 s           |
| 3e | Egan Bernal      | Colombie    | Ineos Grenadiers       | + 16 s           |
| 4e | Aleksandr Vlasov | Russie      | Astana-Premier Tech    | + 24 s           |
| 5e | Louis Vervaeke   | Belgique    | Alpecin-Fenix          | + 25 s           |
| 6e | Hugh Carthy      | Royaume-Uni | EF Education-Nippo     | + 38 s           |
| 7e | Damiano Caruso   | Italie      | Bahrain Victorious     | + 39 s           |
| 8e | Giulio Ciccone   | Italie      | Trek-Segafredo         | + 41 s           |
| 9e | Dan Martin       | Irlande     | Israel Start-Up Nation | + 47 s           |
| 10e | Simon Yates      | Royaume-Uni | BikeExchange           | + 49 s           |

| Classement par points | Classement par points | Classement par points | Classement par points              | Classement par points |
| Coureur               | Coureur               | Pays                  | Équipe                             | Points                |
| --------------------- | --------------------- | --------------------- | ---------------------------------- | --------------------- |
| 1er                   | Giacomo Nizzolo       | Italie                | Qhubeka Assos                      | 72 pts                |
| 2e                    | Elia Viviani          | Italie                | Cofidis                            | 68 pts                |
| 3e                    | Tim Merlier           | Belgique              | Alpecin-Fenix                      | 58 pts                |
| 4e                    | Caleb Ewan            | Australie             | Lotto-Soudal                       | 56 pts                |
| 5e                    | Peter Sagan           | Slovaquie             | Bora-Hansgrohe                     | 50 pts                |
| 6e                    | Filippo Tagliani      | Italie                | Androni Giocattoli-Sidermec        | 39 pts                |
| 7e                    | Davide Cimolai        | Italie                | Israel Start-Up Nation             | 31 pts                |
| 8e                    | Fernando Gaviria      | Colombie              | UAE Team Emirates                  | 30 pts                |
| 9e                    | Gino Mäder            | Suisse                | Bahrain Victorious                 | 29 pts                |
| 10e                   | Taco van der Hoorn    | Pays-Bas              | Intermarché-Wanty-Gobert Matériaux | 28 pts                |

| Classement par points | Classement par points | Classement par points | Classement par points              | Classement par points |
| Coureur               | Coureur               | Pays                  | Équipe                             | Points                |
| --------------------- | --------------------- | --------------------- | ---------------------------------- | --------------------- |
| 1er                   | Giacomo Nizzolo       | Italie                | Qhubeka Assos                      | 72 pts                |
| 2e                    | Elia Viviani          | Italie                | Cofidis                            | 68 pts                |
| 3e                    | Tim Merlier           | Belgique              | Alpecin-Fenix                      | 58 pts                |
| 4e                    | Caleb Ewan            | Australie             | Lotto-Soudal                       | 56 pts                |
| 5e                    | Peter Sagan           | Slovaquie             | Bora-Hansgrohe                     | 50 pts                |
| 6e                    | Filippo Tagliani      | Italie                | Androni Giocattoli-Sidermec        | 39 pts                |
| 7e                    | Davide Cimolai        | Italie                | Israel Start-Up Nation             | 31 pts                |
| 8e                    | Fernando Gaviria      | Colombie              | UAE Team Emirates                  | 30 pts                |
| 9e                    | Gino Mäder            | Suisse                | Bahrain Victorious                 | 29 pts                |
| 10e                   | Taco van der Hoorn    | Pays-Bas              | Intermarché-Wanty-Gobert Matériaux | 28 pts                |

| Classement de la montagne | Classement de la montagne | Classement de la montagne | Classement de la montagne          | Classement de la montagne |
| Coureur                   | Coureur                   | Pays                      | Équipe                             | Points                    |
| ------------------------- | ------------------------- | ------------------------- | ---------------------------------- | ------------------------- |
| 1er                       | Gino Mäder                | Suisse                    | Bahrain Victorious                 | 26 pts                    |
| 2e                        | Geoffrey Bouchard         | France                    | AG2R Citroën Team                  | 18 pts                    |
| 3e                        | Vincenzo Albanese         | Italie                    | Eolo-Kometa                        | 16 pts                    |
| 4e                        | Rein Taaramäe             | Estonie                   | Intermarché-Wanty-Gobert Matériaux | 13 pts                    |
| 5e                        | Matej Mohorič             | Slovénie                  | Bahrain Victorious                 | 10 pts                    |
| 6e                        | Alessandro De Marchi      | Italie                    | Israel Start-Up Nation             | 10 pts                    |
| 7e                        | Francesco Gavazzi         | Italie                    | Eolo-Kometa                        | 9 pts                     |
| 8e                        | Egan Bernal               | Colombie                  | Ineos Grenadiers                   | 8 pts                     |
| 9e                        | Simone Ravanelli          | Italie                    | Androni Giocattoli-Sidermec        | 8 pts                     |
| 10e                       | Simon Pellaud             | Suisse                    | Androni Giocattoli-Sidermec        | 6 pts                     |

| Classement de la montagne | Classement de la montagne | Classement de la montagne | Classement de la montagne          | Classement de la montagne |
| Coureur                   | Coureur                   | Pays                      | Équipe                             | Points                    |
| ------------------------- | ------------------------- | ------------------------- | ---------------------------------- | ------------------------- |
| 1er                       | Gino Mäder                | Suisse                    | Bahrain Victorious                 | 26 pts                    |
| 2e                        | Geoffrey Bouchard         | France                    | AG2R Citroën Team                  | 18 pts                    |
| 3e                        | Vincenzo Albanese         | Italie                    | Eolo-Kometa                        | 16 pts                    |
| 4e                        | Rein Taaramäe             | Estonie                   | Intermarché-Wanty-Gobert Matériaux | 13 pts                    |
| 5e                        | Matej Mohorič             | Slovénie                  | Bahrain Victorious                 | 10 pts                    |
| 6e                        | Alessandro De Marchi      | Italie                    | Israel Start-Up Nation             | 10 pts                    |
| 7e                        | Francesco Gavazzi         | Italie                    | Eolo-Kometa                        | 9 pts                     |
| 8e                        | Egan Bernal               | Colombie                  | Ineos Grenadiers                   | 8 pts                     |
| 9e                        | Simone Ravanelli          | Italie                    | Androni Giocattoli-Sidermec        | 8 pts                     |
| 10e                       | Simon Pellaud             | Suisse                    | Androni Giocattoli-Sidermec        | 6 pts                     |

| Classement du meilleur jeune | Classement du meilleur jeune | Classement du meilleur jeune | Classement du meilleur jeune | Classement du meilleur jeune |
| Coureur                      | Coureur                      | Pays                         | Équipe                       | Temps                        |
| ---------------------------- | ---------------------------- | ---------------------------- | ---------------------------- | ---------------------------- |
| 1er                          | Attila Valter                | Hongrie                      | Groupama-FDJ                 | 22 h 17 min 06 s             |
| 2e                           | Remco Evenepoel              | Belgique                     | Deceuninck-Quick Step        | + 11 s                       |
| 3e                           | Egan Bernal                  | Colombie                     | Ineos Grenadiers             | + 16 s                       |
| 4e                           | Aleksandr Vlasov             | Russie                       | Astana-Premier Tech          | + 24 s                       |
| 5e                           | Daniel Martínez              | Colombie                     | Ineos Grenadiers             | + 1 min 06 s                 |
| 6e                           | Tobias Foss                  | Norvège                      | Jumbo-Visma                  | + 1 min 53 s                 |
| 7e                           | Gino Mäder                   | Suisse                       | Bahrain Victorious           | + 2 min 17 s                 |
| 8e                           | Jai Hindley                  | Australie                    | Team DSM                     | + 3 h 29 min 00 s            |
| 9e                           | Harold Tejada                | Colombie                     | Astana-Premier Tech          | + 4 h 13 min 00 s            |
| 10e                          | João Almeida                 | Portugal                     | Deceuninck-Quick Step        | + 4 h 49 min 00 s            |

| Classement du meilleur jeune | Classement du meilleur jeune | Classement du meilleur jeune | Classement du meilleur jeune | Classement du meilleur jeune |
| Coureur                      | Coureur                      | Pays                         | Équipe                       | Temps                        |
| ---------------------------- | ---------------------------- | ---------------------------- | ---------------------------- | ---------------------------- |
| 1er                          | Attila Valter                | Hongrie                      | Groupama-FDJ                 | 22 h 17 min 06 s             |
| 2e                           | Remco Evenepoel              | Belgique                     | Deceuninck-Quick Step        | + 11 s                       |
| 3e                           | Egan Bernal                  | Colombie                     | Ineos Grenadiers             | + 16 s                       |
| 4e                           | Aleksandr Vlasov             | Russie                       | Astana-Premier Tech          | + 24 s                       |
| 5e                           | Daniel Martínez              | Colombie                     | Ineos Grenadiers             | + 1 min 06 s                 |
| 6e                           | Tobias Foss                  | Norvège                      | Jumbo-Visma                  | + 1 min 53 s                 |
| 7e                           | Gino Mäder                   | Suisse                       | Bahrain Victorious           | + 2 min 17 s                 |
| 8e                           | Jai Hindley                  | Australie                    | Team DSM                     | + 3 h 29 min 00 s            |
| 9e                           | Harold Tejada                | Colombie                     | Astana-Premier Tech          | + 4 h 13 min 00 s            |
| 10e                          | João Almeida                 | Portugal                     | Deceuninck-Quick Step        | + 4 h 49 min 00 s            |

| Classement par équipes | Classement par équipes | Classement par équipes | Classement par équipes |
| Équipe                 | Équipe                 | Pays                   | Temps                  |
| ---------------------- | ---------------------- | ---------------------- | ---------------------- |
| 1re                    | Bahrain Victorious     | Bahreïn                | 66 h 53 min 22 s       |
| 2e                     | Ineos Grenadiers       | Royaume-Uni            | + 39 s                 |
| 3e                     | Team BikeExchange      | Australie              | + 2 min 48 s           |
| 4e                     | Trek-Segafredo         | États-Unis             | + 3 min 48 s           |
| 5e                     | EF Education-Nippo     | États-Unis             | + 4 min 18 s           |
| 6e                     | Deceuninck-Quick Step  | Belgique               | + 5 min 47 s           |
| 7e                     | Movistar Team          | Espagne                | + 11 min 58 s          |
| 8e                     | Team DSM               | Allemagne              | + 12 min 55 s          |
| 9e                     | Jumbo-Visma            | Pays-Bas               | + 18 min 39 s          |
| 10e                    | Astana-Premier Tech    | Kazakhstan             | + 21 min 25 s          |

| Classement par équipes | Classement par équipes | Classement par équipes | Classement par équipes |
| Équipe                 | Équipe                 | Pays                   | Temps                  |
| ---------------------- | ---------------------- | ---------------------- | ---------------------- |
| 1re                    | Bahrain Victorious     | Bahreïn                | 66 h 53 min 22 s       |
| 2e                     | Ineos Grenadiers       | Royaume-Uni            | + 39 s                 |
| 3e                     | Team BikeExchange      | Australie              | + 2 min 48 s           |
| 4e                     | Trek-Segafredo         | États-Unis             | + 3 min 48 s           |
| 5e                     | EF Education-Nippo     | États-Unis             | + 4 min 18 s           |
| 6e                     | Deceuninck-Quick Step  | Belgique               | + 5 min 47 s           |
| 7e                     | Movistar Team          | Espagne                | + 11 min 58 s          |
| 8e                     | Team DSM               | Allemagne              | + 12 min 55 s          |
| 9e                     | Jumbo-Visma            | Pays-Bas               | + 18 min 39 s          |
| 10e                    | Astana-Premier Tech    | Kazakhstan             | + 21 min 25 s          |

## Abandons
- Manuel Belletti (Eolo-Kometa) : abandon
- François Bidard (AG2R Citroën) : non-partant
- Joe Dombrowski (UAE Team Emirates) : non-partant
- Pavel Sivakov (Ineos Grenadiers) : non-partant